# Woodstock, Oxfordshire
Woodstock är en ort och civil parish i grevskapet Oxfordshire i England. Orten ligger vid floden Glyme cirka 13 km nordväst om grevskapets huvudort Oxford.
Orten Woodstock hade 2 521 invånare vid folkräkningen 2011, medan parishen hade 3 100 invånare.
Namnet Woodstock kommer från fornengelskan och betyder ungefär "skogsglänta". Orten är känd för det världsarvsmärkta slottet Blenheim Palace och dess parkanläggning som ligger i Woodstocks sydvästra utkant. Slottet uppfördes mellan 1705 och 1724 som residens för John Churchill, hertig av Marlborough, på samma plats som det medeltida kungliga slottet Woodstocks slott tidigare låg på, och hertigens arvingar är idag fortfarande bosatta på slottet som delvis är öppet för allmänheten.
Historiskt har orten bland annat haft handsktillverkning, klockgjutning och finsmide som viktiga näringar men det lokala näringslivet domineras idag av turistverksamheten omkring Blenheim Palace.
Oxfordshires grevskapsmuseum, The Oxfordshire Museum, ligger i orten.

## Kända invånare
Kung Edvard III av Englands äldste son, Edvard, den svarte prinsen, föddes på Woodstocks slott 1330 och han kallades därför Edvard av Woodstock under sin livstid. Premiärministern Winston Churchill föddes på Blenheim Palace 1874 och ligger begravd i den närbelägna byn Bladon söder om Woodstock.